# Pjesma Eurovizije 1978.
Eurovizija 1978. je bila 23. Eurovizija održana 22. travnja 1978. u Parizu. Voditelji su bili Denise Fabre i Leon Zitrone. Pobijedili su Jishar Cohen & The Alphabeta iz Izraela s pjesmom "A-Ba-Ni-Bi". U natjecanje su se vratile Turska i Danska koja se ne natječe od 1966.

## Rezultati
| Broj | Zemlja                 | Jezik       | Pjevač                      | Pjevač                                | Pozicija | Bodovi |
| ---- | ---------------------- | ----------- | --------------------------- | ------------------------------------- | -------- | ------ |
| 1    | Irska                  | engleski    | Colm C. T. Wilkinson        | "Born to Sing"                        | 5        | 86     |
| 2    | Norveška               | norveški    | Jahn Teigen                 | "Mil etter mil"                       | 20       | 0      |
| 3    | Italija                | talijanski  | Ricchi e Poveri             | "Questo amore"                        | 12       | 53     |
| 4    | Finska                 | finski      | Seija Simola                | "Anna rakkaudelle tilaisuus"          | 18       | 2      |
| 5    | Portugal               | portugalski | Gemini                      | "Dai li dou"                          | 17       | 5      |
| 6    | Francuska              | francuski   | Joel Prevost                | "Il y aura toujours des violons"      | 3        | 119    |
| 7    | Španjolska             | španjolski  | José Vélez                  | "Bailemos un vals"                    | 9        | 65     |
| 8    | Ujedinjeno Kraljevstvo | engleski    | Co-Co                       | "The Bad Old Days"                    | 11       | 61     |
| 9    | Švicarska              | francuski   | Carole Vinci                | "Vivre"                               | 9        | 65     |
| 10   | Belgija                | francuski   | Jean Vallée                 | "L'amour ça fait chanter la vie"      | 2        | 125    |
| 11   | Nizozemska             | nizozemski  | Harmony                     | "'t Is OK"                            | 13       | 37     |
| 12   | Turska                 | turski      | Nilüfer & Nazar             | "Sevince"                             | 18       | 2      |
| 13   | Njemačka               | njemački    | Ireen Sheer                 | "Feuer"                               | 6        | 84     |
| 14   | Monako                 | francuski   | Caline & Olivier Toussaint  | "Les jardins de Monaco"               | 4        | 107    |
| 15   | Grčka                  | grčki       | Tania Tsanaclidou           | "Charlie Chaplin" (Τσάρλυ Τσάπλιν)    | 8        | 66     |
| 16   | Danska                 | danski      | Mabel                       | "Boom Boom"                           | 16       | 13     |
| 17   | Luksemburg             | francuski   | Baccara                     | "Parlez-vous français?"               | 7        | 73     |
| 18   | Izrael                 | hebrejski   | Izhar Cohen & the Alphabeta | "A-Ba-Ni-Bi"                          | 1        | 157    |
| 19   | Austrija               | njemački    | Springtime                  | "Mrs. Caroline Robinson"              | 15       | 14     |
| 20   | Švedska                | švedski     | Björn Skifs                 | "Det blir alltid värre framåt natten" | 14       | 26     |

| Pjesma Eurovizije | Pjesma Eurovizije |
| --- | ----------------- |
| |                   |
| 01956. • 1957. • 1958. • 1959. • 1960. 1961. • 1962. • 1963. • 1964. • 1965. • 1966. • 1967. • 1968. • 1969. • 1970. 1971. • 1972. • 1973. • 1974. • 1975. • 1976. • 1977. • 1978. • 1979. • 1980. 1981. • 1982. • 1983. • 1984. • 1985. • 1986. • 1987. • 1988. • 1989. • 1990. 1991. • 1992. • 1993. • 1994. • 1995. • 1996. • 1997. • 1998. • 1999. • 2000. 2001. • 2002. • 2003. • 2004. • 2005. • 2006. • 2007. • 2008. • 2009. • 2010. 2011. • 2012. • 2013. • 2014. • 2015. • 2016. • 2017. • 2018. • 2019. • 2020. 2021. • 2022. • 2023. • 2024. • 2025. |                   |

| Pjesma Eurovizije | Pjesma Eurovizije |
| --- | ----------------- |
| |                   |
| 01956. • 1957. • 1958. • 1959. • 1960. 1961. • 1962. • 1963. • 1964. • 1965. • 1966. • 1967. • 1968. • 1969. • 1970. 1971. • 1972. • 1973. • 1974. • 1975. • 1976. • 1977. • 1978. • 1979. • 1980. 1981. • 1982. • 1983. • 1984. • 1985. • 1986. • 1987. • 1988. • 1989. • 1990. 1991. • 1992. • 1993. • 1994. • 1995. • 1996. • 1997. • 1998. • 1999. • 2000. 2001. • 2002. • 2003. • 2004. • 2005. • 2006. • 2007. • 2008. • 2009. • 2010. 2011. • 2012. • 2013. • 2014. • 2015. • 2016. • 2017. • 2018. • 2019. • 2020. 2021. • 2022. • 2023. • 2024. • 2025. |                   |